# Miravete de la Sierra
Miravete de la Sierra (aragónul Miravet de la Sierra) település Spanyolországban, Teruel tartományban. Miravete de la Sierra Aliaga, Aguilar del Alfambra, Villarroya de los Pinares, Jorcas és Camarillas községekkel határos. Lakosainak száma 32 fő (2024).

## Népesség
A település népessége az utóbbi években az alábbiak szerint változott:
| Lakosok száma | 48   | 41   | 47   | 42   | 33   | 34   | 31   | 31   | 27   | 32   |
|               | 2001 | 2004 | 2007 | 2009 | 2012 | 2014 | 2017 | 2019 | 2022 | 2024 |